# 埃尔·比拉尔·图雷
埃尔·比拉尔·图雷（法語：El Bilal Touré；2001年10月3日—），是一名马里足球运动员，场上司职前锋，現效力于意甲球队阿特蘭大。马里国家足球队成員。

## 俱乐部生涯
2020年1月3日，图雷与法甲球队兰斯签下了他职业生涯中的第一份合同。2020年2月1日，在兰斯4-1大胜昂热的法甲比赛中，图雷完成了职业生涯首秀，并在比赛中打进了兰斯的第一粒进球。

## 国家队生涯
图雷在2019年随马里U-20夺得了U-20非洲杯冠军。2020年10月9日，在马里3-0战胜加纳的友谊赛中，图雷完成了成年国家队首秀，并在比赛中打进一球。

### 国家队进球
先列出的数字为马里的比分。比分栏列出图雷进球后的比分，结果栏显示马里的全场比分。
| #  | 日期           | 地点                             | 对手     | 比分 | 结果 | 赛事               |
| -- | -------------- | -------------------------------- | -------- | ---- | ---- | ------------------ |
| 1. | 2020年10月9日  | 土耳其西代，埃米尔汗体育中心球场 |          | 2–0  | 3–0  | 友谊赛             |
| 2. | 2020年11月13日 | 巴马科，3月26日球场              | 纳米比亚 | 1–0  | 1–0  | 2021年非洲杯预选赛 |

## 榮譽

### 球會
亞特蘭大
- 歐霸盃冠軍：2023-24

### 國家隊
马里U-20
- U-20非洲杯冠军：2019（英语：2019 Africa U-20 Cup of Nations）